# Symbiotes
Symbiotes es un género de coleópteros polífagos. Es originario de  Europa y Norteamérica.

## Especies
Contiene las siguientes especies:
- Symbiotes armatus Reitter, 1881
- Symbiotes duryi Walton, 1910
- Symbiotes gibberosus (Lucas, 1849)
- Symbiotes impressus Dury, 1912
- Symbiotes latus Redtenbacher, 1849
- Symbiotes montanus Casey, 1916